# Ruder-Afrikameisterschaften
Ruder-Afrikameisterschaften (englisch African Rowing Championships) werden seit 1993 als kontinentale Meisterschaftsveranstaltung im Rudersport ausgetragen.

## Geschichte
Der Rudersport ist in Afrika nur schwach entwickelt, daher wurden lange Zeit keine kontinentalen Meisterschaften ausgetragen. Die erste Austragung der Meisterschaften fand 1993 statt, seitdem ist der Austragungszyklus unregelmäßig. Bis einschließlich 2019 haben 13 Austragungen stattgefunden.

## Beschreibung
Veranstalter der Afrikanischen Rudermeisterschaften ist der in Kairo ansässige Afrikanische Ruderverband (französisch Fédération Africaine des Sociétés d'Aviron, kurz FASA) gemeinsam mit einem lokalen Ausrichter. Mit dem FISA Rule Book kommt jedoch weitgehend das Regelwerk des Weltruderverbandes zur Anwendung. Dem 1992 gegründeten Afrikanischen Ruderverband gehören 31 nationale Verbände an (Stand: 2019).
Die Zahl und Auswahl der ausgetragenen Wettbewerbe bei den Ruder-Afrikameisterschaften unterliegt regelmäßigen Änderungen. Anders als bei anderen internationalen Rudersportveranstaltungen werden nur wenige oder keine Großbootwettbewerbe (Vierer oder Achter) angeboten, da die teilnehmenden Nationen diese häufig nicht besetzen können. Auch dominieren Skullklassen das Wettbewerbsangebot. Neben Rennen der offenen Altersklasse wurden bei einigen Austragungen auch solche für Senioren-B (U23-Altersklasse) und Junioren-A (U19-Altersklasse) angeboten; eine Vielzahl von Wettbewerben sind für Leichtgewichtsruderer ausgeschrieben. Die Wettkampfdistanz beträgt wie im internationalen Rudersport üblich 2000 Meter auf sechs Bahnen einer Regattastrecke.
Neben den Afrikameisterschaften werden in unregelmäßigen Abständen auf kontinentaler Ebene in Afrika auch Ruderwettbewerbe bei den Afrikaspielen und den African Youth Games ausgetragen, sofern der Gastgeberort eine geeignete Regattastrecke anzubieten hat.

## Austragungsorte
| Ausgabe | Jahr | Datum                    | Gewässer bzw. Strecke                            | Ort            | Austragungsland |
| ------- | ---- | ------------------------ | ------------------------------------------------ | -------------- | --------------- |
| 01      | 1993 | Dezember                 |                                                  | Kairo          | Ägypten         |
| 02      | 1995 | März                     |                                                  |                | Südafrika       |
| 03      | 1998 | Dezember                 |                                                  | Kairo          | Ägypten         |
| 04      | 2000 | März                     | See des Roodeplaat Dam                           | bei Pretoria   | Südafrika       |
| 05      | 2002 | 8.–12. Oktober           |                                                  | Kairo          | Ägypten         |
| 06      | 2005 | 24./25. September        | See von Tunis                                    | Tunis          | Tunesien        |
| 07      | 2010 | 1.–3. Juli               | See von Tunis                                    | Tunis          | Tunesien        |
| 08      | 2012 | 30. November–2. Dezember | al-Matar, Alexandria International Rowing Course | Alexandria     | Ägypten         |
| 09      | 2013 | 12./13. Oktober          | See von Tunis                                    | Tunis          | Tunesien        |
| 10      | 2014 | 16.–18. Oktober          | Barrages de Boukerdan                            | Provinz Tipasa | Algerien        |
| 11      | 2015 | 9.–11. Oktober           | See von Tunis                                    | Tunis          | Tunesien        |
| 12      | 2017 | 20.–22. Oktober          | See von Tunis                                    | Tunis          | Tunesien        |
| 13      | 2019 | 14.–16. Oktober          | See von Tunis                                    | Tunis          | Tunesien        |